# Grolloo
Grolloo (Drents: Grol) is een klein esdorp in het zuidwesten van de gemeente Aa en Hunze in de Nederlandse provincie Drenthe, gelegen op de Rolderrug, aan de N376 tussen de dorpen Rolde en Schoonloo.
Ten oosten van het dorp liggen de Grollooërkoelanden, ten noorden het boscomplex Grollooërveld en ten zuidoosten ervan vindt men het Grolloërveen, onderdeel van de boswachterij Grolloo.
Het dorp telde op 1 januari 2023 645 inwoners.

## Geschiedenis
In de 15e eeuw behoorden vele landerijen en goederen in Grolloo tot de abdij van Assen. In 1853 werd Grolloo, dat tot die tijd tot de gemeente van Rolde had behoord, een zelfstandige Hervormde Gemeente. In datzelfde jaar 1853 werd ook de neoclassicistische zaalkerk (een waterstaatskerk) afgebouwd, met in de geveltoren een klok uit 1422.
In 1918 kreeg het dorp een stoomtrambaan via Amen naar Assen. Deze verbinding is in 1947 opgeheven.

## Naam
In diverse bronnen wordt als naam van het dorp vermeld:
| Periode   | Naam               |
| --------- | ------------------ |
| 12e eeuw  | Gruonlo en Grvonlo |
| 1298–1304 | Groenlo            |
| 1441      | Grolle             |
| 1811–1813 | Grollo             |
| 1867      | Grolloo            |
| 1896      | Grollo             |

De betekenis van de dorpsnaam is het groene bos. Toponymisch is dat verwant met Rolde (rode bos), Eleveld (gele veld) en Geelbroek (geel moerasbos). Grolloo heeft dezelfde toponymie als Groenlo.

## Sport en recreatie
Vlak bij Grolloo is het recreatiegebied De Berenkuil te vinden. Tevens huisvest het dorp een van de eerste klimparken van Nederland. Door middel van verschillende parcoursen met hindernissen en kabelbanen manoeuvreert men zich door bos en boven de waterplas de Kleine Moere.
De fanfare is Crescendo Grolloo en vierde in 2014 haar negentigjarig bestaan.
De plaatselijke sportclub is SGO waar wordt gedaan aan voetbal, volleybal, gym, turnen en dansen.
Sinds 2016 wordt het Holland International Blues Festival in Grolloo georganiseerd. Dit festival is een initiatief van inwoner Johan Derksen.

## Bekende (ex-)inwoners
- Johan Derksen (1949), sportjournalist
- Egbert Streuer (1954), zijspancoureur

### Harry Muskee
De blueszanger Harry Muskee (1941–2011) woonde jarenlang in een boerderijtje in Grolloo, dat zijn band Cuby + Blizzards als oefenruimte gebruikte. Deze boerderij is sinds juni 2011 het C+B Museum en daarmee ingericht als museum voor Cuby + Blizzards. De naam Grollo (met enkele "o" aan het eind) werd onder andere gebruikt in de titel van een album (lp) van Cuby + Blizzards: Groeten uit Grollo. In het centrum van het dorp vindt men een borstbeeld van Muskee.